# Аллан Неррегор
Аллан Норрегор  (дан. Allan Nørregaard, 19 березня 1981) — данський яхтсмен, олімпієць.

## Виступи на Олімпіадах
| Олімпіада   | Дисципліна | Місце |
| ----------- | ---------- | ----- |
| Лондон 2012 | Клас 49er  | 3     |